# Z22 Anton Schmitt
Z22 Anton Schmitt – niemiecki niszczyciel typu 1936 (Diether von Roeder) z okresu  II wojny światowej, zatopiony w 1940 w bitwie pod Narwikiem.

## Budowa
Zamówiony wraz z innymi okrętami tego typu 6 stycznia 1936, położenie stępki – 3 stycznia 1938, wodowanie – 20 września 1938, wejście do służby – 24 września 1939. Zbudowany w stoczni Deschimag AG w Bremie (numer stoczniowy W925). W systemie oznaczeń niemieckich niszczycieli miał przydzielony numer Z22 (rzadko używany w oficjalnych dokumentach), przed wojną nosił numer burtowy 41. Budowa kosztowała 12,87 mln Reichsmark.
Nazwę nadano mu na cześć niemieckiego bosmanmata, dowódcy działa na krążowniku lekkim SMS „Frauenlob” z I wojny światowej, który kontynuował strzelanie podczas bitwy jutlandzkiej aż do zatonięcia okrętu.

## Służba
Okręt wszedł do służby już po wybuchu II wojny światowej i do początku 1940 jego załoga szkoliła się na Bałtyku. Uczestniczył następnie w jednej nocnej operacjach stawiania zagród minowych na wodach angielskich, 10/11 stycznia 1940 pod Newcastle (wraz z „Wilhelm Heidkamp”, „Karl Galster”, „Richard Beitzen”, „Friedrich Ihn” i „Friedrich Eckoldt”).
Wziął następnie udział w inwazji na Norwegię (operacji Weserübung), w grupie zajmującej Narwik, transportując tam 200 strzelców górskich. 9 kwietnia 1940 zdobył mały norweski patrolowiec „Senja”. 
10 kwietnia 1940 rano, na początku bitwy pod Narwikiem, został trafiony dwoma torpedami brytyjskiego niszczyciela „Hunter” w przystani w Narwiku i szybko zatonął (straty 52 ludzi) w rejonie pozycji 68°25′N 17°25′E/68,416667 17,416667.
Dowódcy:
- kmdr ppor (Korvettenkapitän) Friedrich Böhme: 24 września 1939 – 10 kwietnia 1940

Historia konstrukcji i opis okrętu – w opisie niszczycieli Typu 1936.

## Dane techniczne
- wyporność:
  - standardowa: 2411 t
  - pełna: 3415 t
- wymiary:
  - długość: 125 m
  - długość na linii wodnej: 120 m
  - szerokość: 11,8 m
  - zanurzenie: 4,3 m
- napęd: 2 turbiny parowe o mocy łącznej 70 000 KM, 6 kotłów parowych Wagnera (ciśnienie robocze 70 at), 2 śruby
- prędkość maksymalna: 38 w
- zasięg: 2020 mil morskich przy prędkości 19 w
- zapas paliwa: 787 t mazutu
- załoga: 323

Uzbrojenie i wyposażenie: 
- 5 dział kalibru 128 mm (nominalnie 12,7 cm) SK C/34 w pojedynczych stanowiskach, osłoniętych maskami (5xI)
  - długość lufy L/45 (45 kalibrów), donośność maksymalna 17.400 m, kąt podniesienia +30°, masa pocisku 28 kg, zapas amunicji - 120 na działo
- 4 działka przeciwlotnicze 37 mm SK C/30, półautomatyczne, podwójnie sprzężone na podstawach LC/30 (2xII)
- 6 działek przeciwlotniczych 20 mm (6xI)
- 8 wyrzutni torpedowych 533 mm (2xIV), 12-16 torped
- 18 bomb głębinowych (zrzutnia bg)
- możliwość zabrania 60 min morskich

- szumonamiernik GHG
- system kierowania ogniem artylerii głównej: dwa 4-metrowe dalmierze stereoskopowe (na nadbudówce dziobowej i śródokręciu), centrala artyleryjska C34/Z